# Rocco Granata
Rocco Granata (Figline Vegliaturo, 16 de agosto de 1938) es un cantante, compositor y acordeonista de música popular nacido en Italia y nacionalizado belga, reconocido principalmente por su canción de 1959 «Marina».

## Biografía
Granata nació en Figline Vegliaturo, Italia. Radicado en Bélgica, lideró la agrupación The International Quintet y obtuvo fama en Europa con su sencillo «Marina», tema que logró encabezar las listas de éxitos en Alemania y Bélgica y figuró en las listas de otros territorios, incluyendo los Estados Unidos. Publicado en 1959, el sencillo recibió el certificado de disco de oro. Tiempo después, Granata empezó a desempeñarse como productor musical y a realizar esporádicas presentaciones en directo. En 2013, Stijn Coninx dirigió el largometraje Marina sobre los primeros años del músico.

## Sencillos
- «Marina» (1959)
- «Oh oh Rossi» (1959)
- «La Bella» (1960)
- «Julia/Rocco Cha Cha» (1960)
- «Germanina» (1960)
- «Carolina dai» (1961)
- «Irena» (1961)
- «Sunday Box» (1961)
- «Buona notte bambino» (1963)
- «Du schwarzer Zigeuner» (1964)
- «Dreh' dich noch einmal um» (1964)
- «Molte grazie» (1964)
- «Noordzeestrand» (1964)
- «Melancholie» (1965)
- «Hello buona sera» (1967)
- «Sarah» (1970)
- «Jessica» (1971)
- «Zomersproetjes» (1972)
- «Dansen op de daken» (1973)
- «Marina 120 BPM» (1989)